# 吴倩 (演员)
吴倩（1992年9月26日—），中国女演员，出生於湖北黃石，成長於湖北武汉，毕业于武汉大学艺术学系2010级本科班。2015年因出演《何以笙簫默》中的小“趙默笙”一角而出名。

## 个人经历
- 1992年，出生于湖北省黄石市阳新县一个工人家庭。
- 2010年，考取武汉大学艺术系本科班（2014年毕业），同年秋季，拍摄的一组名为《深秋自HIGH集》的照片在网上流传。
- 2011年，吴倩获得"东湖女孩"形象大使。
- 2012年，参加乐视网《我为校花狂》全国校花大赛获得“最受观众欢迎奖”。同年1月11日，吴倩获得2011湖北小姐最佳上镜奖 。随后，她凭借在饶雪漫的长篇小说《雀斑》中担任书模和平面电影中的女主角阙薇而受到关注。
- 2013年，4月23日，吴倩获得武汉大学2012年"珞珈十大风云学子"称号。同年底签约华策影视公司。
- 2016年4月，吳倩刪博，並將微博帳號交給工作室打理。
- 2019年，《我只喜歡你》4月29日於優酷視頻、騰訊視頻等平台首播，該劇於2018年3月開機，7月殺青。講述了平凡女孩兒趙喬一（吳倩 飾）和學霸言默（張雨劍 飾），16歲一起同桌學習，再到26歲清晨醒來相視而笑，10年之間的故事。首播13個小時播放量破億。該劇喜提2019年4月網劇第一名、5月網劇第二名的成績。[1]
- 2021年，3月15日，张雨剑发微博承认与吴倩隐婚生女。
- 2022年，2月14日，情人節當天宣布與張雨劍離婚[2]。
- 2022年10月29日，個人微博帳號轉為作品宣传使用，此後以工作室帳號發布官方消息[3]。
- 2023年5月22日和張彬彬主演的《三分野》在騰訊視頻播出，該劇未播前，已入選“2020年第一、二季度重大題材網絡影視劇項目庫”2023年5月30日 騰訊熱度突破至28,000點，達到進入騰訊必看俱樂部之名額，亦成為2023年最快破28,000點熱度的劇集。改編自耳東兔子的同名小説，講述了兩位個性獨立，強大堅定的男女拼搏事業，攜手成長的勵志故事，是一部關於腹黑理工男和社畜千金小姐雙向暗戀的故事。
- 《九義人》該劇於2023年9月15日在騰訊視頻獨播。2024年2月，該劇入選國家廣播電視總局2023年第四季度優秀網絡視聽作品推選活動優秀作品。和李佳航、喬振宇聯合主演。該劇改編自李薄繭的同名小説，講述了少女藺如蘭不顧摯友孟宛的反對，賭上自己的名節狀告繡樓主人吳廉，最終自盡以證清白。孟宛卧薪嚐膽七年，集結與如蘭案有千絲萬縷聯繫的劉薪等“九義人”謀定翻案的故事。[4]

## 影视作品

### 电视剧
| 首播年份 | 剧名                 | 角色            | 备注                |
| 没有播出 | 《欧阳海》           | 细妹            | 2010年拍摄          |
| 2014年   | 《隋唐英雄4》        | 朱倩倩          |                     |
| 2014年   | 《火线英雄》         | 米元元          |                     |
| 2014年   | 《少年神探狄仁杰》   | 童梦熙          |                     |
| 2014年   | 《鹿鼎记》           | 沐剑屏          |                     |
| 2015年   | 《何以笙箫默》       | 赵默笙(少年)    |                     |
| 2015年   | 《橙色密码》         | 何如茵          | 第六单元            |
| 2015年   | 《碧血书香梦》       | 宣敏玥          |                     |
| 2015年   | 《且行且珍惜》       | 赵雯丽          |                     |
| 2016年   | 《我的奇妙男友》     | 田净植          | 网絡剧              |
| 2016年   | 《大仙衙门》         | 小翠            | 网絡剧              |
| 2017年   | 《择天记》           | 白落衡          |                     |
| 2017年   | 《上古情歌》         | 亦篱            |                     |
| 2018年   | 《如懿传》           | 田芸兒          |                     |
| 2018年   | 《盛唐幻夜》         | 叶远安          | 网络剧              |
| 2019年   | 《夜空中最闪亮的星》 | 杨真真          | 网络剧              |
| 2019年   | 《我只喜欢你》       | 赵乔一          | 网络剧              |
| 2020年   | 《冰糖炖雪梨》       | 棠雪            |                     |
| 2020年   | 《黑色灯塔》         | 乔诺 / 乔雅     | 网絡剧              |
| 2021年   | 《这个世界不看脸》   | 陶小挺 / 陶小笛 | 2016年拍攝          |
| 2021年   | 《八零九零》         | 叶小妹          |                     |
| 2021年   | 《理想照耀中国》     | 宋玺            | 單元《女兵突击》    |
| 2021年   | 《我们的新时代》     | 柳石蘭          | 单元《幸福的处方》  |
| 2021年   | 《你是我的榮耀》     | 陳雪            | 客串，网絡剧        |
| 2022年   | 《恋爱的夏天》       | 夏天            | 网絡剧              |
| 2022年   | 《追光者》           | 展顏            |                     |
| 2023年   | 《去有风的地方》     | 陈南星          | 客串                |
| 2023年   | 《三分野》           | 向園            | 网絡剧              |
| 2023年   | 《九义人》           | 孟宛            | 网絡剧              |
| 2024年   | 《锦衣夜行》         | 唐赛儿          | 2015年拍摄 韓國播出 |
| 2025年   | 《六姊妹》           | 何家歡          |                     |
| 待播     | 《岁食记》           | 李猜猜          | 2019年拍攝          |

### 电影
| 上映年份 | 片名               | 角色   | 备注                 |
| 2016年   | 《微微一笑很倾城》 | 晓玲   |                      |
| 2021年   | 《我爱喵星人》     | 苗小宛 | 2016年拍摄，網絡首播 |
| 2022年   | 《人生大事》       | 熙熙   | 客串                 |
| 2022年   | 《明日战记》       | 小绿   | 2017年拍攝           |
| 2024年   | 《出走的決心》     | 孫曉雪 |                      |

### 微电影
| 上映年份 | 片名         | 角色   | 备注 |
| 2012年   | 《誓不低头》 | 张樱子 |      |
| 2013年   | 《昙华林》   | 方晓霖 |      |
| 2014年   | 《禾雀花开》 | 李倩   |      |

### 配音作品
| 首播年份 | 片名         | 备注       |
| 2018年   | 《追眠记》   | 纪录片旁白 |
| 2024年   | 《冰之记忆》 | 纪录片旁白 |

## 综艺节目

### 固定综艺
| 年份                         | 播出平台 | 节目名称           | 集数         | 备注                        |
| 2013年7月7日－2013年7月28日  | 湖北卫视 | 《我的中国星》     | 第1期－第4期 | 担任T-girl                  |
| 2015年10月16日－2016年1月8日 | 东方卫视 | 《跟着貝爾去冒險》 | 全集         |                             |
| 2023年5月5日－6月16日        | 芒果TV   | 乘風2023           | 第1期－第7期 | 乘風破浪的姐姐 第四季；退賽 |

## 音乐作品

#### 演唱作品
| 年份   | 歌曲     | 备注                                       |
| 2015年 | 天禁訣   | 同名遊戲主題曲                             |
| 2016年 | 骗自己   | 电视剧《我的奇妙男友》插曲                 |
| 2018年 | 暮雪凉   | 电视剧《盛唐幻夜》插曲                     |
| 2018年 | 军港之夜 | 40年纪念版                                 |
| 2019年 | 丰碑     | 新中国成立70周年音乐专辑《青春为祖国歌唱》 |
| 2020年 | 武漢伢   | COVID-19祈福歌曲                           |

#### MV演出
| 年份   | 歌手   | 歌曲       | 性质   |
| 2015年 | 光良   | 天禁诀     | 女主角 |
| 2015年 | 鹿晗   | 诺言       | 女主角 |
| 2017年 | 周兴哲 | 如果雨之后 | 女主角 |

## 其他作品

### 书模封面
| 出版年份 | 月份 | 书籍作品     | 作者   | 出版社     |
| 2012年   | 5月  | 《雀斑》     | 饶雪漫 | 译林出版社 |
| 2012年   | 7月  | 《深呼吸1》  | 刘小念 | 译林出版社 |
| 2012年   | 8月  | 《深呼吸2》  | 刘小念 | 译林出版社 |
| 2012年   | 11月 | 《若即若离》 | 饶雪漫 | 译林出版社 |
| 2012年   | 11月 | 《恋人未满》 | 沐小弦 | 译林出版社 |
| 2012年   | 11月 | 《恋习生》   | 艾小图 | 译林出版社 |

## 奖项
| 年份   | 颁奖典礼               | 奖项                   | 作品                     | 结果 |
| 2013年 | 第一届亚洲微电影金海棠 | 最佳新秀奖             | 《昙华林》               | 獲獎 |
| 2014年 | 首届华语微电影周       | 最佳女主角             | 《禾雀花开》             | 提名 |
| 2016年 | 第七届国剧盛典         | 观众最喜爱的新人女演员 | 《何以笙箫默》           | 提名 |
| 2016年 | 腾讯视频星光大赏       | 青春大势艺人           | 《我的奇妙男友》         | 獲獎 |
| 2016年 | 金骨朵网络影视盛典颁奖 | 网路剧最受欢迎女演员   | 《我的奇妙男友》         | 獲獎 |
| 2016年 | 第三届中国电视好演员奖 | 优秀演员奖             |                          | 獲獎 |
| 2017年 | 腾讯视频星光大赏       | 年度突破电视剧女演员   | 《择天记》、《上古情歌》 | 獲獎 |
| 2018年 | 新京报中国时尚权力榜   | 年度最具潜力艺人       |                          | 獲獎 |
| 2020年 | 第七屆中国电视好演员奖 | 綠組年度好演員         |                          | 提名 |
| 2021年 | 2020国剧盛典           | 年度關注女演员         | 《冰糖燉雪梨》           | 獲獎 |
| 2024年 | 2024爱奇艺尖叫之夜     | 電影單元年度女配角     | 《出走的決心》           | 獲獎 |
| 2025年 | 电视剧品质盛典         | 年度品质飞跃剧星       |                          | 獲獎 |